# Sportivo Tarapacá Ferrocarril
Sportivo Tarapacá Ferrocarril, conocido como Sportivo Tarapacá, fue un club de fútbol peruano, ubicado en la ciudad de Lima. Fue fundado inicialmente en el Callao en 1911 y participó en los primeros años de la Primera División del Perú. 

## Historia
El club fue fundado el 15 de octubre de 1911 en el Callao con el nombre de Club Sportivo Tarapacá por migrantes de la provincia de Tarapacá. Inicialmente, pactaba encuentros de fútbol con equipos del Callao. Sportivo Tarapacá fue precursor del nacimiento de la Liga del Callao, que un primer momento no se concretó hasta los años 20. Fue organizada por la Asociación Deportiva Chalaca.
Jugó en la Primera División del Perú en 1926 en el primer torneo organizado por la FPF siendo tercer puesto en ese mismo año. En 1927, el combinado de fútbol del Callao se enfrenta al club Real Madrid Club de Fútbol de España en un partido amistoso. Sportivo Tarapacá aporta a su mejor jugador Santiago Ulloa, al equipo. El equipo chalaco fue derrotado por 1 - 4 ante el Real Madrid, en el Estadio Nacional de Lima. En 1928 se afilió a una de las ligas de Lima.
Para 1930, se forma el combinado del pacífico. El equipo formado por los mejores jugadores peruanos y chilenos del momento. El equipo hace un gira por toda Europa. Sportivo Tarapacá aportó al equipo combinado, el jugador Antonio Maquilón. Ese año salva la categoría en la liguilla por el descenso (Sportivo Unión y Sport Progreso). 
En 1931 recibe apoyo de la empresa de ferrocarriles por lo que cambió su denominación y pasó a llamarse Centro Sportivo Tarapacá del Ferrocarril Central. 
En la temporada 1932, el club peleó contra el Circolo Sportivo Italiano, en la lucha por el descenso. Al finalizar el torneo, el club logra su objetivo, por el puntaje acumulado favorable. Participó en la Primera A de 1935, donde terminó antepenúltimo puesto. Se mantuvo en Primera División hasta 1937 cuando finalizó en último lugar y perdió la categoría siendo relegado a la Liga de Lima. Al año siguiente le vendió la categoría a Centro Iqueño que militaba en una categoría inferior.

## Jugadores
- Antonio Maquilón
- Santiago Ulloa
- Marcos Huby
- Pedro Paulet
- Juan de Dios Bolívar
- Baeza
- Bóveda
- Cruz
- Pedraza
- Torres
- Panizo
- Luis Quiles
- Cuenca

## Entrenadores
- Romeo Parravicini (1934)

## Uniforme
- Uniforme Principal: Camiseta amarilla con rayas rojas y pantalón rojo, medias amarillas.
- Uniforme Secundario: Camiseta amarilla con rayas rojas y pantalón rojo, medias rojas.

### Evolución Indumentaria 1911 al 1937

#### Centro Spotivo Tarapacá/Spotivo Tarapacá (como equipo Chalaco)

##### Uniforme 1911 al 1929
| Titular 1 | Titular 2 | Titular 3 | Titular 4 | Titular 5 | Titular 6 |  |

#### Centro Spotivo Tarapacá Ferrocarril/Spotivo Tarapacá Ferrocarril (como equipo Limeño)

##### Uniforme 1929 al 1937
| Titular 1 | Titular 2 | Titular 3 | Titular 4 | Titular 5 | Titular 6 | Titular 7 |  |

## Convocados a la selección peruana

#### Copa Mundial
| Uruguay 1930: - Antonio Maquilón |

#### Copa América
| Copa América 1927: - Santiago Ulloa | Copa América 1929: - Antonio Maquilón - Adolfo Muro - Julio Ramírez |

## Datos del club
- Temporadas en Primera División: 11 (1926 al  1937).
- Mayor goleada realizada:
- Mayor goleada recibida:
  - Sportivo Tarapacá Ferrocarril 0:5 Alianza Lima (1931)

## Palmarés

### Torneos nacionales
- Tercer lugar de la Primera División Peruana (1): 1926.

## Nota clubes relacionados y no relacionados
- En 1909, se funda el Centro Tarapacá del Cercado de Lima.[cita requerida] También estaba formado por inmigrantes de la provincia de Tarapacá. Jugó en la liga peruana mucho antes el club chalaco. En ese entonces para diferenciarlo se le denominó como Tarapacá N°1 y al otro Tarapacá N°2.

- En 1920, se funda Asociación Deportiva Tarapacá del Callao. Fue otro equipo chalaco fundado por inmigrantes y descendientes Tarapaqueños que viven en el primer puerto. Su máximo logro ascender y participar en la División Intermerdia por varios años. Pocos años después desapareció. Sin embargo, Asociación Deportiva Tarapacá recientemente vuelve a refundarse como club dedicado actividades deportivas y sociales. Entre las actividades deportivas tenemos la práctica de Fútbol 7 y fúlbito. Este club, es totalmente diferente al Sportivo Tarapacá Ferrocarril y al Centro Tarapacá.

#### Asociación Deportiva Tarapacá (Callao)
| Titular 1 | Titular 2 | Alternativo |  |